# Afro-Caraïbisch
Afro-Caraïbiërs zijn inwoners van het Caraïbisch gebied van volledige of gedeeltelijke Sub-Sahara Afrikaanse afkomst. De term, een bijvoeglijk naamwoord, kan ook verwijzen naar een Caraïbisch fenomeen of gebruik van duidelijke Afrikaanse oorsprong.
De term wordt gebruikt om onderscheid te maken tussen personen wonend in of afkomstig van de Caraïben. Andere Caraïbische etniciteiten zijn Inheems, Europees en Aziatisch (bv Indiaas, Javaans, Chinees). Personen met een Afro-Caraïbische achtergrond hebben Afrikaanse voorouders - voornamelijk uit West- en Centraal-Afrika - als gevolg van de Trans-Atlantische slavenhandel.

## Subgroepen
Enkele grotendeels Afro-Caraïbische bevolkingsgroepen: 
| Bevolkingsgroep     | Taal                                 |
| ------------------- | ------------------------------------ |
| Afro-Antillianen    | Papiaments, Engels                   |
| Afro-Dominicanen    | Dominicaans-Spaans                   |
| Afro-Guyanezen      | Guyanees-Creools, Engels             |
| Afro-Jamaicanen     | Jamaicaans-Patois                    |
| Afro-Surinamers     | Sranantongo, Marrontalen, Nederlands |
| Afro-Haïtianen      | Haïtiaans-Creools                    |
| Afro-Saint Lucianen | Engels                               |